# Estadio Las Gaunas
Das Estadio Las Gaunas (offiziell: Estadio Municipal Las Gaunas) ist ein Fußballstadion in der spanischen Stadt Logroño, Hauptstadt der autonomen Gemeinschaft La Rioja. Das rund 13 Mio. Euro teure Anlage ist Eigentum der Stadt Logroño. Der Fußballverein UD Logroñés wie auch der Frauenfußballclub EDF Logroño empfangen im Stadion ihre Gegner.

## Geschichte

### Campo de fútbol de Las Gaunas
Nach der Gründung des CD Logroño 1922 spielte der Verein auf dem Campo de La Trilladora. Am 15. Juni 1924 wurde der Campo de fútbol de Las Gaunas mit dem Spiel CD Logroño gegen die französische Mannschaft Vie au Grand Air du Médoc (3:0) eingeweiht. Das erste Tor erzielte Ramón Castroviejo; der später als Arzt der Augenheilkunde berühmt wurde. Neben Fußball konnte auf der Anlage auch Schwimmen, Tennis, Basketball und Leichtathletik betrieben werden. Das Grundstück auf dem die Spielstätte errichtet wurde; lag in der Nähe einer Finca und gehörte den Schwestern Gaona. Es wurde von ihnen für den Bau bereitgestellt. Aus dem Terrenos de Las Gaonas (deutsch Land der Gaonas) wurde Terrenos de Las Gaunas (deutsch Land der Gaunas). So entwickelte sich der Name des Stadions. 1957 wurde im Süden zu der Haupttribüne eine Hintertortribüne gebaut. Am 18. September 1962 übernahm die Stadt Logroño das Stadion. Im Spiel gegen den FC Elche am 30. August 1969 weihte man die neue Flutlichtanlage ein. Zwischen 1987 und 1988 wurden die beiden Hintertortribünen und die Gegentribüne sowie die Umkleidekabinen erneuert. Das Stadion bot 14.895 Plätze (davon 6.272 Sitzplätze). Das letzte Ligaspiel wurde am 15. Februar 2002 gegen den CE l’Hospitalet ausgetragen. Danach errichtete man auf dem Gelände ein Wohngebäude mit Parkanlage.

### Estadio Municipal Las Gaunas
Im Jahr 1997 begannen die Bauarbeiten nur wenige hundert Meter vom alten Stadion entfernt. Das von Antonio Lamela entworfene Stadion wurde vom spanischen Bauunternehmen Grupo ACS errichtet. Aus verschiedenen Gründen und fehlender finanzieller Mittel zog sich der Bau bis in das Jahr 2002. Das Stadion bietet auf seinen vier, bis in die Ecken geschlossenen, Tribünen 16.000 überdachte Sitzplätze für die Besucher. Die Flutlichtanlage ist auf der Dachkante des Stadions nahezu rundum installiert. Die Eröffnung wurde am 28. Februar 2002 vor 16.000 Besuchern mit dem Freundschaftsspiel CD Logroñés gegen den damaligen Erstligisten Deportivo Alavés (2:1) gefeiert. Vier Tage später stand das erste Ligaspiel der Segunda División B in der neuen Spielstätte für Logroñés an. Das Spiel gegen Real Saragossa B endete mit einem 0:1 für die Gäste.
Unmittelbar neben dem Stadion liegt die Mehrzweckhalle Palacio de los Deportes de La Rioja. Der 2003 fertiggestellte Bau mit 4.500 Plätzen wird vom Handballverein CB Ciudad de Logroño sowie dem Basketballverein CB Clavijo genutzt.

## Länderspiele
Bisher fanden drei Länderspiel der spanischen Fußballnationalmannschaft der Männer im Las Gaunas statt. Für den September 2011 vergab der spanische Fußballverband RFEF ein EM-Qualifikationsspiel in das Stadion von Logroño. Mit einem souveränen 6:0-Sieg gegen Liechtenstein qualifizierte sich der Titelverteidiger für die EURO 2012.
- 16. Okt. 2002:  Spanien –  Paraguay 0:0 (Freundschaftsspiel)
- 06. Sep. 2011:  Spanien –  Liechtenstein 6:0 (Qualifikation für die EM 2012)
- 09. Okt. 2015:  Spanien –  Luxemburg 4:0 (Qualifikation für die EM 2016)